# Ilanit
Ilanit, pseudonimo di Hanna Drezner-Tzakh (Tel Aviv, 17 luglio 1947), è una cantante israeliana.
Ha rappresentato l'Israele all'Eurovision Song Contest 1973 e all'Eurovision Song Contest 1977.